# Barteria nigritana
Barteria nigritana je biljka iz porodice Passifloraceae, roda Barteria.
Mirmekofitno je drvo i živi u simbioznoj zajednici s nekoliko mravljih vrsta.
Raste u Gabonu (Estuaire, Moyen-Ogooue, Nyanga, Ogooue-Maritime), Nigeru (Nun), Nigeriji (Cross River) Kamerunu (jugozapad), DR Kongu i istočnoj Africi.
Sinonim je Barteria braunii.
Nalazi se IUCN-ovom popisu ugroženih vrsta, statusa ugroženosti najmanje zabrinutosti.